# 78 Lupi
78 Lupi (f Lupi) é uma estrela na direção da Lupus. Possui uma ascensão reta de 15h 17m 49.84s e uma declinação de −30° 08′ 55.2″. Sua magnitude aparente é igual a 4.35. Considerando sua distância de 308 anos-luz em relação à Terra, sua magnitude absoluta é igual a −0.53. Pertence à classe espectral K1II/III.